# Comp Ace
Monthly Comp Ace (月刊コンプ エース Gekkan Konpu Eesu, viết tắt của Monthly Comptiq Ace) là một tạp chí trò chơi máy tính và manga Nhật Bản ấn hành bởi Kadokawa Shoten. Comp Ace khởi đầu như một ấn bản đặc biệt của một tạp chí khác cũng do Kadokawa Shoten xuất bản là Comptiq. Tạp chí phát hành lần đầu vào ngày 26 tháng 3 năm 2005, và ba số đầu tiên được ra mắt theo quý với bia do họa sĩ Hinoue Itaru của Key minh họa. Từ số thứ tư đến thứ chín ra mắt xuất bản hai tháng một lần với bìa được thực hiện bởi họa sĩ Nishimata Aoi của Navel. Số thứ mười ra mắt ba tháng sau số thứ chín, và kể từ số này tạp chí được ấn hàng đều đặn hàng tháng, lúc bấy giờ bìa được minh họa mới bởi Nanao Naru, Suzuhira Hiro, và các họa sĩ của Type-Moon và August. Bắt đầu từ số tháng 8 ra ngày 26 tháng 6 năm 2007, Comp Ace tách ra khỏi Comptiq và trở thành một tạp chí riêng. Nó tập trung vào các bishōjo game và manga dựa theo những trò chơi đã cung cấp thông tin.

## Manga được đăng
- 11eyes: Tsumi to Batsu to Aganai no Shōjo
- Aiyoku no Eustia
- Akaneiro ni Somaru Saka
- Akira no Oukoku
- Alice Quartet Obbligato
- Angel Magister
- AR Forgotten summer
- Arcana Heart
- Baldr Sky
- Basquash! Eclipse Stage
- Battle Cinder-Ella-
- Canaan
- Canvas 2 ~Niji Iro no Sketch~
- Cardfight!! Vanguard
- Clear
- Code Geass - Knightmare of Nunnally
- Cross Days
- Da Capo III
- Eve: New Generation
- FairlyLife
- Fantasista Doll
- Fate/kaleid liner Prisma Illya
- Fate/kaleid liner Prisma Illya 2wei!
- Fate/kaleid liner Prisma Illya 3rei!!
- Festa!! -Hyper Girls Pop-
- Fukanzen Shinsei Kikan Iris
- H2O: Footprints in the Sand
- Hatsuyuki Sakura
- Hana no Miyako!
- Hibiki no Mahou
- Higurashi no Naku Koro ni - phần Onisarashi-hen và Utsutsukowashi-hen
- Hoshiuta
- HR
- Idolmaster: Xenoglossia
- Kantai Collection: Seamine Squadron Chronicles
- Kono Aozora ni Yakusoku o: Melody of the Sun and Sea
- Kiddy Girl-and Pure
- Kimi ga Aruji de Shitsuji ga Ore de
- Little Busters!
- Lucky Star
- Macross Frontier
- Magical Girl Lyrical Nanoha ViVid
- Magical Girl Lyrical Nanoha Innocent
- Maji de Watashi ni Koishinasai!
- Maoyū Maō Yūsha - "Kono Watashi no Mono Tonare, Yuusha Yo" "Kotowaru!"
- Mashiroiro Symphony
- Melty Blood
- Miniten: Happy Project
- Munto
- Musō Tōrō
- Ninja Slayer: Machine of Vengeance
- Oretachi ni Tsubasa wa Nai: Rhapsody
- Rental Magica from Solomon
- Sakura no Uta
- School Days
- Stellar Theater
- Strange and Bright Nature Deity
- SweetHoneyComing
- Tantei Opera Milky Holmes
- Tayutama: Kiss on my Deity
- Tengen Toppa Gurren Lagann: Gurren Gakuen-hen
- Tick! Tack!: Never Say Goodbye
- Touhou Suzunaan: Forbidden Scrollery
- Tsuyokiss
- Ushinawareta Mirai o Motomete
- Utsūtsuhi de Onikki
- Valkyria Chronicles
- Weiß Survive R
- Yosuga no Sora

Danh sách này không đầy đủ, bạn cũng có thể giúp mở rộng danh sách.